# Mbong Amata
Pour les articles homonymes, voir Amata.
Mbong Amata est une actrice nigériane. Elle a joué dans de nombreux films, dont Black November, Forgetting June et Inale. Elle a également été élue plus belle jeune femme de l'État d'Akwa Ibom en 2003, et a été deuxième dauphine au concours Miss Nigeria en 2004. Elle a été l'épouse du réalisateur nigérian Jeta Amata de 2008 à 2014.

## Filmographie
Sauf indication contraire, les informations mentionnées dans cette section peuvent être confirmées par la base de données cinématographiques IMDb,  présente dans la section « Liens externes ».
- 2006 : The Amazing Grace de Jeta Amata : Ansa
- 2008 : Mary Slessor : Ama (1 épisode)
- 2010 : Inale de Jeta Amata : Keke
- 2011 : Black Gold de Jeta Amata : Ebiere
- 2012 : Black November de Jeta Amata : Ebiere Perema
- 2013 : Forgetting June de Ikechukwu Onyeka : June